# Deep Purple – The Videosingles
The Videosingles – wydana na kasecie VHS w roku 1987 kolekcja wideoklipów brytyjskiego zespołu hardrockowego – Deep Purple. Na DVD materiał ten po raz pierwszy w Europie ukazał się dopiero 4 sierpnia 2008. Wcześniej, w Wielkiej Brytanii film wydano na 8-calowym dysku optycznym, a w Japonii na 12-calowym dysku optycznym.
The Videosingles to doskonały dokument, który zarejestrowany został po 11 latach przerwy w działalności zespołu. Deep Purple w roku 1985, w wielkim stylu powrócili na scenę albumem Perfect Strangers, który rozszedł się w nakładzie 2 mln egzemplarzy.

## Lista utworów
| 1. | „Bad Attitude” (z płyty The House of Blue Light – 1987)  |  |
|    |                                                          |  |
| 2. | „Call Of The Wild” (z płyty The House of Blue Light)     |  |
|    |                                                          |  |
| 3. | „Perfect Strangers” (z płyty Perfect Strangers – 1984)   |  |
|    |                                                          |  |
| 4. | „Knockin’ At Your Back Door” (z płyty Perfect Strangers) |  |
|    |                                                          |  |
| 5. | „Nobody’s Home” (z płyty Perfect Strangers)              |  |
|    |                                                          |  |

## Wykonawcy
- Ian Gillan – śpiew
- Ritchie Blackmore – gitara
- Roger Glover – gitara basowa
- Ian Paice – perkusja
- Jon Lord – instrumenty klawiszowe